# Sunisa Lee
Sunisa „Suni“ Lee (* 9. März 2003 in Saint Paul, Minnesota, als Sunisa Phabsomphou) ist eine US-amerikanische Kunstturnerin.

## Sportliche Karriere
Lee begann im Alter von 6 Jahren mit dem Kunstturnen. Seit 2016 turnte sie auf dem Niveau Elite bei den Juniorinnen. 2019 bestritt sie die ersten Wettkämpfe auf dem Niveau Elite bei den Profis. Sie gab ihren Einstand bei der City of Jesolo Trophy in Italien und gewann bei diesem internationalen Turnier gleich den Mehrkampf. Bei den nationalen Meisterschaften wurde sie Zweite im Mehrkampf, geschlagen nur von Simone Biles, außerdem gewann sie Gold am Stufenbarren und Bronze am Boden. Da sie sich auch bei den Vorausscheidungswettkämpfen für die Weltmeisterschaften in Stuttgart als Zweite im Mehrkampf, nur 0,350 Punkte hinter Biles, klassieren konnte, wurde sie für das US-Team nominiert. Sie war die einzige Turnerin in ihrem ersten Profijahr und die einzige ohne vorherige Weltmeisterschaftserfahrung, die den Sprung ins Team schaffte. Bei den Weltmeisterschaften selbst konnte sie die Erwartungen erfüllen: Sie gewann Gold mit dem Team, Silber am Boden und Bronze am Stufenbarren. Im Mehrkampf verpasste sie eine weitere mögliche Medaille wegen eines Sturzes am Stufenbarren. In der Qualifikation hatte sie sich erneut als Zweite hinter Biles klassiert und in eine Favoritenrolle gebracht. Sie beendete den Wettkampf schließlich als Achte.
2021 gewann sie bei den Olympischen Spielen in Tokio die Goldmedaille im Mehrkampf, Silber mit der Mannschaft und Bronze am Stufenbarren. In der Qualifikation hatte sie den dritten Platz hinter Simone Biles und Rebeca Andrade belegt. Biles verzichtete wegen mentaler Probleme auf das Finale und Lee konnte sich auch dank einer starken Übung am Stufenbarren knapp durchsetzen. Sie war die insgesamt sechste US-Amerikanerin, die Olympiasiegerin im Mehrkampf wurde, und die fünfte in Folge. Der Gouverneur ihres Heimatstaates Minnesota erklärte daraufhin den 30. Juli 2021 zum „Sunisa Lee Day“. Lee nahm auch am Schwebebalken-Finale teil, stürzte bei einem Element aber beinahe und klassierte sich schließlich als Fünfte.
Bei den Olympischen Spielen 2024 in Paris gewann Lee die Goldmedaille mit der Mannschaft sowie Bronze im Mehrkampf und am Stufenbarren.

## Privatleben
Lee wurde in Saint Paul/Minnesota geboren. Ihre Eltern gehören zu den Tausenden Hmong, die im Zuge des Vietnamkriegs in die USA flüchteten. Sie hat fünf Geschwister. Nach dem Abschluss der High School in Saint Paul im Jahre 2021 begann sie ein Studium an der Auburn University in Alabama.
Sunisa Phabsomphou änderte ihren Geburtsnamen zu dem Namen des Lebensgefährten ihrer Mutter, mit dem diese zusammenkam, als Sunisa zwei Jahre alt war. Mutter Yeev und John Lee sind zwar nicht verheiratet, aber bis heute ein Paar, sodass John zu Sunisas väterlichem Freund und Motivator wurde. Seit einem Sturz von einem Baum 2019 ist John gelähmt. Sunisa selbst brach sich im Juni 2020 den linken Fuß, was ohne dauerhafte Schäden verheilte. Während der Covid-19-Pandemie starben mehrere enge Angehörige an dieser Viruskrankheit.